# Ananas macrodontes
Ananas macrodontes — вид рослини, близькоспоріднений ананасу, родини бромелієвих. Його загальна назва — несправжній ананас, ця назва спільна з не дуже спорідненим Pandanus kaida. Наукова спільнота не дійшла консенсусу щодо того, чи цей вид має належати до того ж роду, що й ананас (Ananas), чи до окремого роду (Pseudananas).
Батьківщиною є центральна частина Південної Америки (Бразилія, Болівія, Парагвай, Еквадор, північна Аргентина).

## Біологія
Ця рослина зустрічається в складі підліску напівлистяних і вологих тропічних лісів. Як і його близькі родичі, A. macrodontes може безстатево розмножуватися шляхом утворення відгалужень від материнської рослини, відомих садівникам як лохи. Як і представники Ananas, він утворює складний плід, який є плодом, утвореним із зав'язей кількох квіток. Цей фрукт їстівний, але не такий великий або бажаний, ніж ананас, і зазвичай містить дрібне насіння. Ця рослина є тетраплоїдом із додатковим набором хромосом, що свідчить про те, що походження цієї рослини могло бути гібридом представника роду Ananas та іншого роду бромелієвих.

## Культивування
Ця рослина не збирається інтенсивно заради її плодів, оскільки плоди її двоюрідного брата ананаса набагато більші та приємніші. Його часто використовують як декоративну рослину через барвисте листя та як живопліт. Ця рослина більш витривала, ніж ананас, і може витримати легкі морози, але не перенесе дуже холодних зим, будучи тропічною рослиною. У цьому холодному кліматі та в тропіках цю рослину можна садити в горщики та використовувати як кімнатну.